# Termes romanes

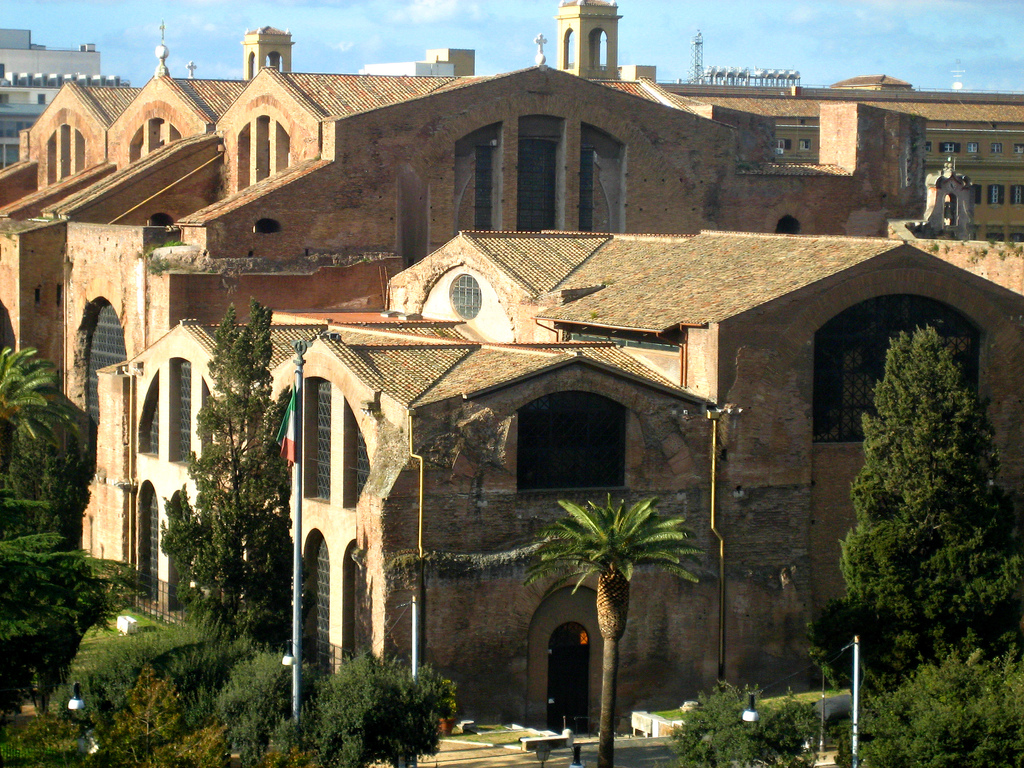
Les Termes de Dioclecià, a Roma

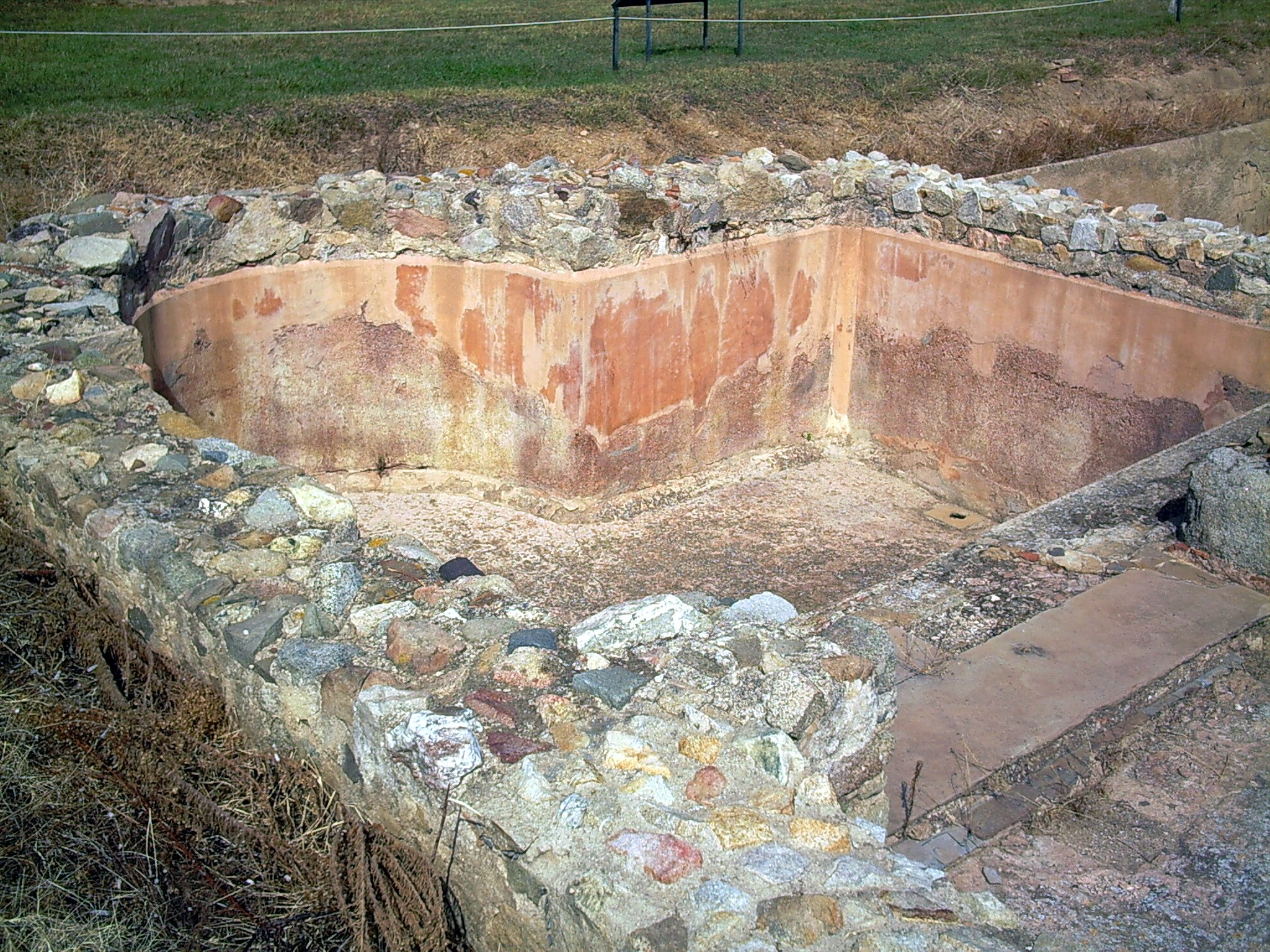
Frigidari de la vil·la romana de Can Llauder, a Mataró

Les termes (del llatí thermae) eren edificis públics amb prestacions que avui en diríem higienicosanitàries. Són els precursors de les modernes cases de banys, saunes i balnearis termals i representaven un dels principals llocs de trobada a l'antiga Roma, és a dir, constituïen un lloc d'oci i de socialització per a la societat romana, bàsicament, patrícia (patricii).
Juvenal (ss. I-II dC) es referia, en la seva cèlebre sentència Mens sana i corpore sano, a la salut tant intel·lectual com física, la preparació de la qual es duia a terme dins les termes: la higiene personal i l'exercici físic.

## Història
Les primeres termes van néixer en llocs on era possible aprofitar les fonts naturals d'aigua calenta o dotades de particulars dots curatius; precisament el nom de thermae deriva del grec θερμός thermós, 'calent', ja que a l'antiga Grècia ja hi havia construccions senzilles per prendre banys terapèutics.
Amb el pas del temps, els romans van continuar amb aquesta tradició d'establiments balnearis entorn de fonts medicinals: d'aquesta mena, als Països Catalans en trobem exemples com les termes de Caldes de Malavella (l'antiga Aquis Voconis) i Caldes de Montbui (Aquae Calidae). Però havia de ser sobretot durant l'Imperi quan les termes s'acabarien difonent també dins les ciutats, sense necessitat de cap font natural d'aigua calenta que les alimentés, gràcies al desenvolupament cada cop més evolucionat de les tècniques d'escalfament de l'aigua i de l'ús d'aqüeductes que abastien les termes de les grans quantitats d'aigua que necessitaven.
De termes n'hi havia de dues menes, una de més senzilla destinada als plebeus i una altra de més luxosa per als patricis, que eren monumentals i constituïen petites ciutats dins la ciutat.

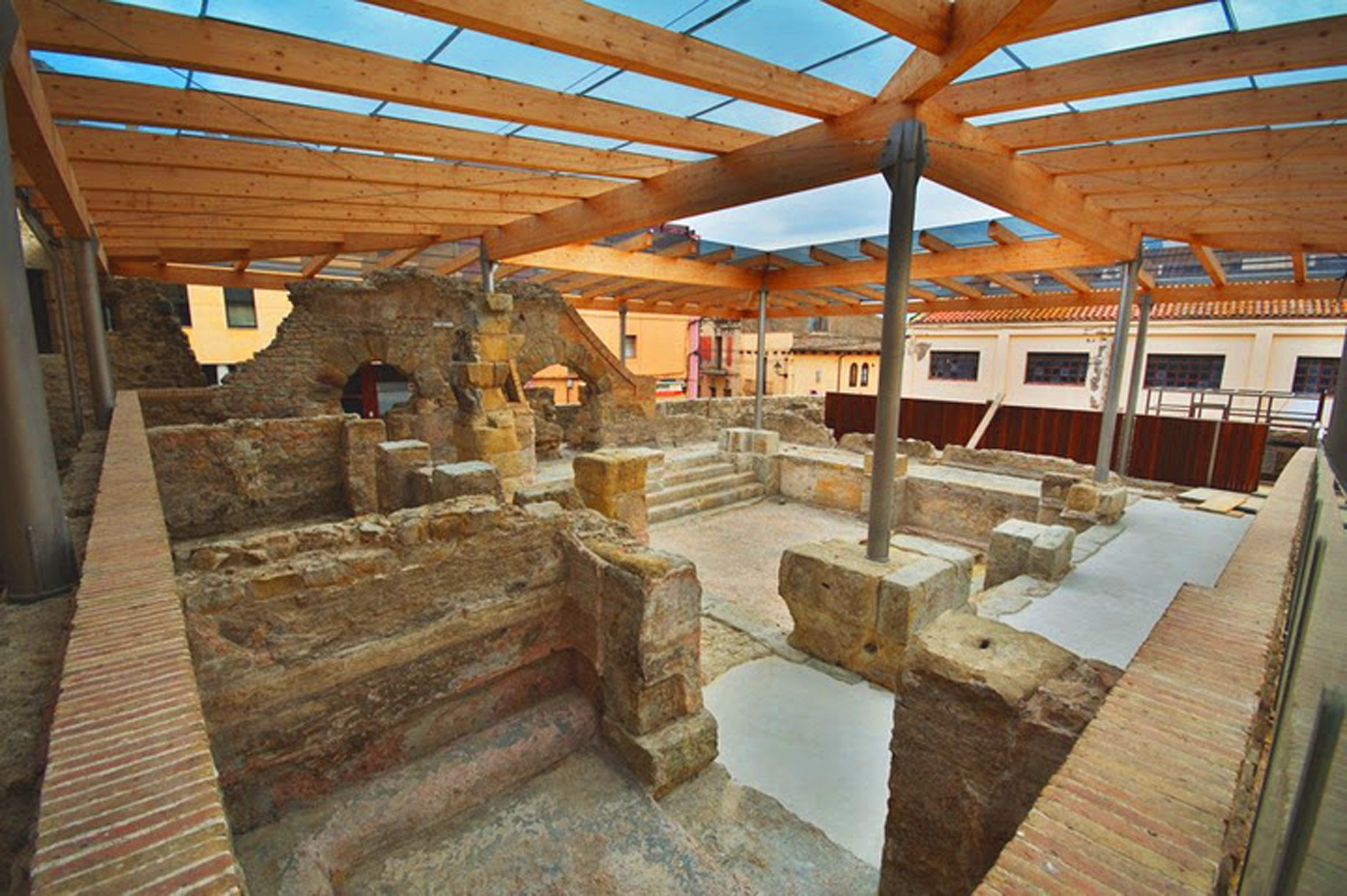
Termes Romanes de Caldes de Malavella

## El sistema termal i les instal·lacions

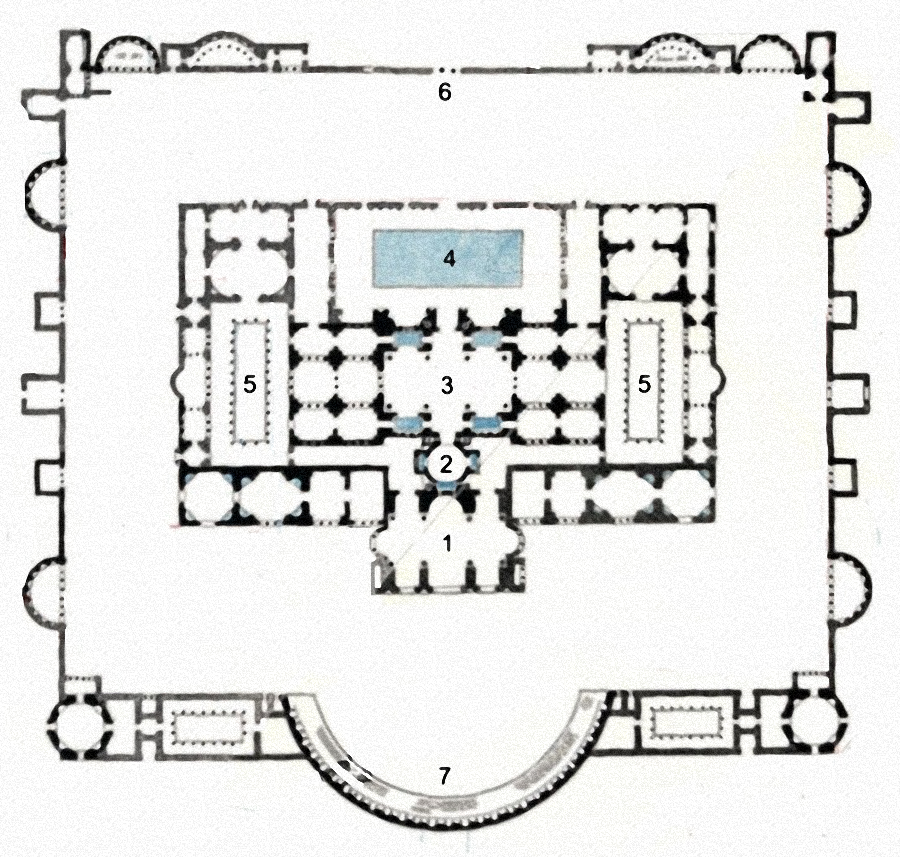
Plànol de les Termes de Dioclecià
1) Caldarium (sala de banys calents)
2) Tepidarium (sala de banys temperats)
3) Frigidarium (sala de banys freds)
4) Natatio (piscina) 5) Palestrae (gimnasos)
6) Entrada al recinte 7) Gran exedra

L'estructura interna típica de les termes era una successió de sales amb basses o piscinae a l'interior: el frigidari (frigidarium, d'aigua freda), el tepidari (tepidarium, d'aigua tèbia) i el caldari (caldarium, d'aigua calenta). Els banys de vapor principals es trobaven al sudatorium, i consistien en el laconicum (bany sec) i l'assa sudatio (bany humit).

La calefacció de l'aigua en el cas del caldari, els banys de vapor, i en menor grau del tepidari, es duia a terme per mitjà de l'hipocaust. Aquest sistema consistia en un forn (praefurnium) que omplia de fum una zona intermèdia entre el sòl i el terra de les termes (suspensurae) anomenada area. La distància entre ambdós era d'uns 70 cm aproximadament, això és, l'alçada mitjana de les pilae, unes estructures de maó que suportaven el suspensurae. D'aquesta manera, i per acció natural, el vapor ascendia pels tubuli laterici o les tebulae mamatae, uns tubs i unes plaques situades a les parets, que permetien la calefacció de l'interior de la sala. Així, l'alçada de les pilae determinava el grau d'escalfament de les sales: més alta en el caldari (més escalfor) i més baixa en el tepidari (menys escalfor).
Seguint el recorregut més típic emprat en les termes romanes i iniciat en el caldari, els usuaris permetien l'obertura dels porus de la pell en les piscinae, permetent la sortida de la suor. A continuació, i després d'haver retirat l'excés en un labrum, s'untava la pell amb olis (unguenta) en una sala coneguda com a elaeothaesinus. Finalment, el procés acabava amb la seva retirada mitjançant els anomenats strigulum (estrígils), uns estris de forma corba i de mig tub que rascaven la pell per a retirar els olis, en el destrictarium. Aquest últim procés es podia dur a terme amb l'ajuda d'un esclau personal o bé un mateix si el seu nivell social no ho permetia. Després de la zona d'aigües calentes, el recorregut passava pel tepidari, on els porus es tancaven per acció de l'aigua tèbia. El procés d'higiene finalitzava en el frigidari, la zona d'aigües fredes.
Al voltant d'aquests espais principals n'hi havia altres d'accessoris:
- L'apodyterium o apodyterion, el vestidor, on hom podia guardar les seves pertinences en una espècie de "guixetes" anomenades stabilitores.[8]

- La palestra o gimnàs per a l'exericici físic. Aquest, a diferència del grec, es duia a terme seguint el model de la preparació física militar. Els principals exercicis que es realitzaven eren els següents: cursus (cursa), hasta (llançament de javelina), lucta (lluita, l'actualment anomenada lluita grecoromana), discus (llançament de disc), pila (exercicis amb bosses plenes de pedra a la manera de "pilotes") i saltus (salt d'alçada o de llargària), entre d'altres.

- La natatio (piscina a l'aire lliure per practicar la natació).

A l'interior de les termes més sumptuoses (com les de Dioclecià o de Caracal·la, a Roma) s'hi podien trobar també petits teatres, thermopolium, biblioteques, sales d'estudi, jardins porticats (xystum) i fins i tot botigues. Així i tot, algunes vil·les urbanes també disposaven d'aquestes instal·lacions per al gaudi propi i personal.